# Stefan Mrowiński
Stefan Mrowiński (ur. 1938) – polski reżyser, dramaturg, wykładowca akademicki, autor sztuk teatralnych w Polsce i Australii, adaptacji scenicznych, scenariuszy i słuchowisk radiowych w okresie 1966–2006 oraz znanych tekstów piosenek. Specjalista od teatru małych form dramatycznych i monodramów.

## Życiorys
Studia teatralne ukończył w Warszawie. Swój debiut reżyserski w roku 1966 w Warszawie miał spektaklem według własnego scenariusza pt.: Ja jeden z Wielu, opartym na poemacie Tadeusza Różewicza.
Praktykował pod okiem takich ludzi polskiego teatru, jak: Józef Gruda, Wanda Laskowska, Aleksander Bardini, Janusz Warmiński, Tadeusz Łomnicki, Kazimierz Rudzki. Jeden z reżyserów awangardy teatru studenckiego w Polsce dekady lat 1965–1975.  
Od roku 1980 mieszka w Australii. Założyciel i dyrektor artystyczny własnego Teatru Otwartego – „Poetica” Theatre Co. (1983–1989), współzałożyciel eksperymentalnego teatru ” The Church”, Melbourne, Victoria – placówki badawczej nowych form teatru otwartego w Australii. W latach 1980–1983 starszy wykładowca (Senior Lecturer) Teorii Dramatu i Reżyserii na Rusden College, Melbourne. Do roku 2005 wykładowca Teorii Teatru i Filmu na Wydziale Slawistyki Uniwersytetu Monasha.
Autor własnej metody pracy z aktorem inspirowanej techniką i przemyśleniami twórców teatru współczesnego (Peter Brook, Jerzy Grotowski, Tadashi Suzuki).
Dramatopisarz, autor monodramów: "Prawda o Judaszu" (1971 r. - premiera polska Białystok), "Sprężyna" (1976 r. - premiera polska Warszawa, druk 1977 r. miesięcznik Scena nr 12, grudzień), "Białe drzwi" ("The white door" 1982 r. - światowa premiera Melburne, Australia; prapremiera polska 2006 r. Warszawa),  "Wtorek Jeremiasza"  ("Jeremiah's Tuesday - 2015 r. premiera światowa Melburne, Australia).
Członek Związku Pisarzy Australijskich, Stowarzyszenia Autorów i Kompozytorów ZAiKS, Związku Polskich Autorów i Kompozytorów Muzyki. 
Napisał około 450 tekstów piosenek. Około 280 z nich zostało nagranych dla Polskiego Radia, około 74 zostało wydanych na płytach. Największe przeboje, do których napisał teksty:
- „Nie bój się nocy” wykonanie Portrety (kierownik artystyczny)
- „Powiększenie” wykonanie Stan Borys (nagroda TVP)
- „Wróć do mnie wróć” wykonanie 2+1
- „Panna radosna” wykonanie 2+1
- „Od nocy do rana” wykonanie 2+1
- „Przestań za mną chodzić” wykonanie Zespół Gawęda
- „Dzień ostatni między nami” wykonanie Irena Santor
- „Wiem, że to miłość” wykonanie Irena Santor (Przebój Lata z Radiem 1973 r.)
- „Żeby się ludzie kochali”, wykonanie Barbara Dunin, Zbigniew Kurtycz (Złota Płyta, piosenka roku 1978)

Z okazji 25-lecia działalności twórczej w roku 1989 otrzymał “Błogosławieństwo Apostolskie” od Papieża Jana Pawła II za twórczość radiową na rzecz “Rozwoju Kultury Polskiej za granicą”. W roku 1990 – Odznakę “Zasłużony dla Kultury Polskiej”, nadaną przez pierwszy Rząd III Rzeczypospolitej, oraz Medal 75-lecia Teatru Polskiego w Warszawie za “krzewienie wiedzy o dziejach polskiego dramatu i teatru poza granicami kraju”.
W roku 2006 obchodził 40-lecie pracy twórczej i artystycznej.
W roku 2015 podczas Światowego Międzynarodowego Festiwalu "SOLO" w Nowym Jorku nagrodzony tytułem "The best Experimental show" za monodram własnego autorstwa i reżyserii "Wtorek Jeremiasza" ("Jeremiah's Tuesday")
W 2016 został odznaczony Srebrnym Medalem „Zasłużony Kulturze Gloria Artis”.